# Kurkumin

Kurkumin

Kurkumin, označovaný též jako CI přírodní žluť 3, kurkumová žluť, turmerova žluť nebo
diferuloylmethan, je žluté až oranžové přírodní barvivo v čisté formě vyráběné extrakcí z oddenků různých druhů rostlin rodu kurkuma, zejména kurkuma dlouhá (Curcuma longa), synonymum Curcuma domestica, či kurkuma zedoaria (Curcuma zedoaria). Někdy pod vlivem angličtiny se tento rod rostlin nesprávně nazývá turmerik. Jde o rostliny příbuzné zázvoru z čeledi zázvorovitých (Gingiberaceae).
V Evropské unii a zemích Evropského sdružení volného obchodu se při použití jako přídatná látka v potravinách označuje kódem E 100.
Mletý oddenek jako přírodní droga se označuje názvem Curcumae rhizoma. Z něj extrahovaná látka se v zásadě skládá z kurkuminů, tj. různých derivátů základní organické sloučeniny 1,7-bis(4-hydroxy-3-methoxyfenyl)hepta-1,6-dien-3,5-dionu v proměnlivém složení. V produktu mohou být přítomna menší množství olejů a pryskyřic, které se v oddenku kurkumy také přirozeně vyskytují.

## Použití

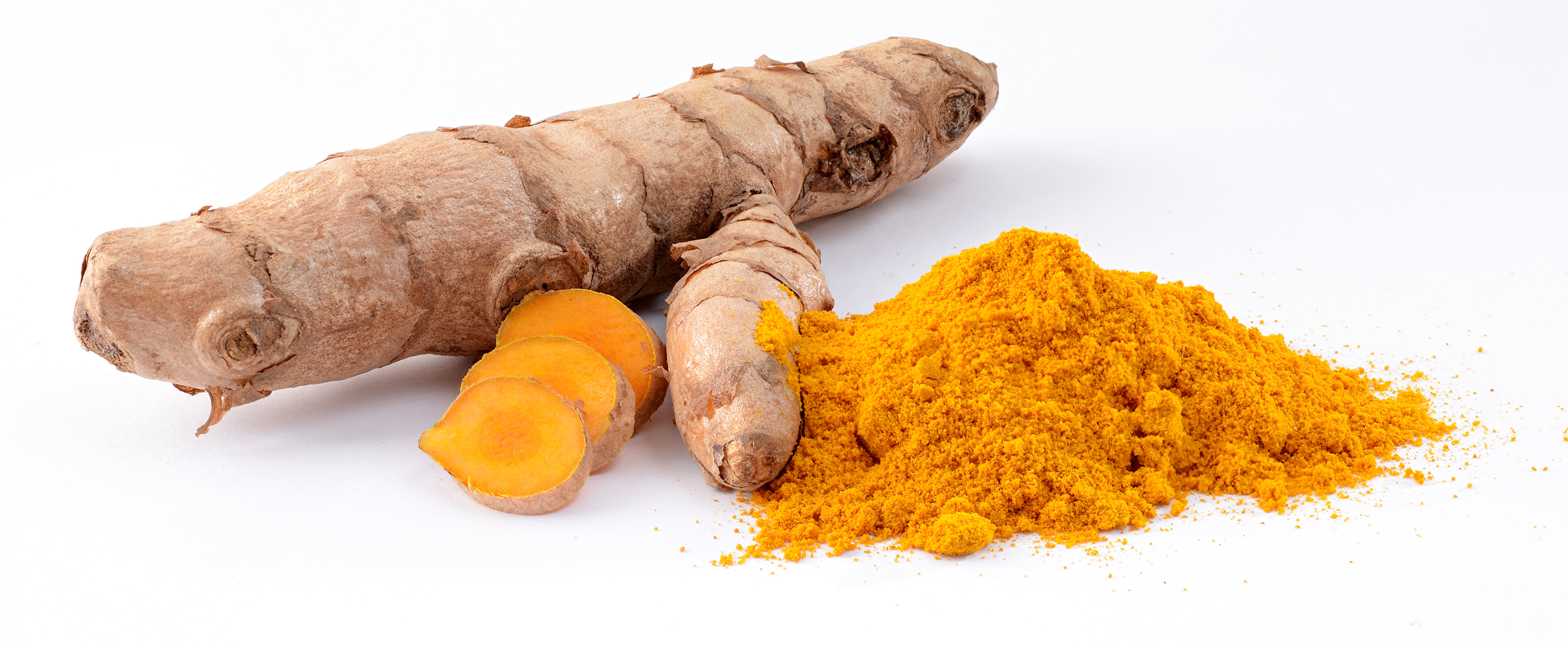
Kurkuma dlouhá (Curcuma Longa)

Nejrozšířenější je použití kurkuminu jako barviva v různých potravinářských výrobcích (zejména konzervovaných) pro zachování barevného vzhledu, kde nahrazuje mnohem dražší šafrán. Používá se též jako přísada při výrobě kari směsi koření, do hořčice a do worcesterské omáčky. V kuchyni se užívá jako přísada do orientálních, asijských a indických zeleninových jídel, na dušená a pečená masa, do polévek a omáček.
V kosmetice se používá jako neškodné barvivo zejména ve rtěnkách.
V lidovém lékařství se odvar z mleté drogy používá při poporodních bolestech břicha a zástavě menstruace, poruchách zažívací soustavy (stomachikum), zejména při nadýmání a kolikách, ledvin, jater (včetně hepatitidy) a žlučníku. Zevně se aplikuje jako dezinfekční roztok nebo jako zásyp na nehojící se vředy, lišej a různá kožní poranění. Extrakt nebo roztok čisté látky se používá též jako kapky při zánětu spojivek. Ve farmaceutickém průmyslu se používá jako složka léků podporujících tvorbu žluči (např. lék Cholagol).
Údajně je též dobrým repelentem proti mravencům.[zdroj?]

### Vliv na zdraví (škodlivost)
Nejsou známy žádné nežádoucí účinky kurkuminu. Protože barviva tvořící kurkumin mají antioxidační účinky, kurkumin v testech vykazoval protinádorové (kancerostatické) a protizánětlivé účinky u pokusných zvířat. Snižuje též hladinu cholesterolu.
Vyšší dávky kurkuminu mohou způsobit zdravotní problémy při žlučových kamenech v důsledku zvyšování sekrece žluči a při významných jaterních poruchách. Dále se nedoporučuje jeho požívání při poruchách srážlivosti krve, při problémech s početím a během těhotenství. Avšak ve formě barviva je kurkumin s největší pravděpodobností bezpečný i v těchto případech.
Nově je kurkumin podezříván ze snížení uvolňování hormonu leptinu, který působením na centrální nervový systém reguluje pocit hladu a příjem stravy (signalizuje sytost). Kurkumin tak může být jedním z původců přejídání a tedy tloustnutí.
Existují důkazy, které naznačují, že kurkumin v konkrétní formě nanočástic (Theracumin®) může hrát úlohu jak při snižování rizika, tak potenciálně v léčbě Alzheimerovy nemoci a artritidy.
V roce 2012 publikovali S. Chuengsamarn a kol. studii na pacientech s prediabetem. Během následujících devíti měsíců sledování došlo k progresi do diabetes mellitus 2. typu u 19 pacientů ve skupině s placebem, zatímco ve skupině, které byly podávány kapsle s 250 mg kurkumoidu v dávkování tři kapsle dvakrát denně nedošlo k progresi ani u jednoho sledovaného pacienta. Do studie bylo zařazeno 240 pacientů, konce studie dosáhlo 201 pacientů.